# Suzanne Bertish
Suzanne Bertish est une actrice britannique née le 7 août 1951 à Londres.

## Filmographie

### Cinéma
- 1979 : Guerre et Passion : la Française
- 1983 : Les Prédateurs : Phyllis
- 1987 : Hearts on Fire : Anne Ashton
- 1990 : The Monk : sœur Mariana
- 1992 : Venice/Venice : Carlotta
- 1994 : Thin Ice : Lotte
- 1996 : Crime Time : Lady Macbeth
- 1997 : Bent : moitié-homme moitié-femme
- 1999 : Le 13e Guerrier : Hulda
- 2004 : The Fever : Susan
- 2005 : Les Bienfaits de la colère : Gina
- 2005 : The Toybox : Madeline Usher
- 2009 : Holy Money : Charlotte
- 2009 : La Papesse Jeanne : évêque Arnaldo
- 2011 : W.E. : Lady Cunard
- 2014 : River of Fundament : Wake Guest
- 2017 : Film Stars Don't Die in Liverpool : Fifi Oscard
- 2017 : The Wife : Dusty Berkowitz
- 2018 : RSC: Troilus and Cressida : Agamemnon
- 2019 : MAD? : Miriam
- 2021 : Benediction : Lady Ottoline
- 2023 : La Nonne : La Malédiction de Sainte-Lucie : Madame Laurent

### Télévision
- 1978 : Armchair Thriller : Clare Omney (3 épisodes)
- 1982 : The Life and Adventures of Nicholas Nickleby : Fanny Squeers et Miss Snevelicci (4 épisodes)
- 1984 : Play for Today : Alice Durkow (1 épisode)
- 1984 : Freud : Minna Bernays (5 épisodes)
- 1984-1985 : Shine on Harvey Moon : Frieda Gottlieb (16 épisodes)
- 1988 : Inspecteur Morse : Cheryl Baines (1 épisode)
- 1988 : Red Dwarf : Arlene Rimmer (1 épisode)
- 1989 : The Bill : Dr Reece (1 épisode)
- 1990 : Casualty : Caroline Collier (1 épisode)
- 1992 : Shakespeare: The Animated Tales : Titania (1 épisode)
- 1993 : 15: The Life and Death of Philip Knight : Margaret Harris
- 1994 : Love Hurts : Mirav Levison (4 épisodes)
- 1994 : Mr Bean : la professeure d'art (1 épisode)
- 1995 : Absolutely Fabulous : Gina (1 épisode)
- 1998 : Coronation Street : Viv Fay (1 épisode)
- 2000 : Affaires non classées : Eva Horowitz (2 épisodes)
- 2003 : Le Visage du plaisir : Julia
- 2004 : État d'alerte : Sarah Camfield (6 épisodes)
- 2004 : Rosemary and Thyme : Emma Standish (1 épisode)
- 2005 : Love Soup : Sally (1 épisode)
- 2005-2007 : Rome : Eleni (14 épisodes)
- 2007 : Scotland Yard, crimes sur la Tamise : Mme Newburgh (1 épisode)
- 2010 : Hercule Poirot : Miss Milray (1 épisode)
- 2011 : Journal intime d'une call girl : Anna (2 épisodes)
- 2016 : X Company : une abbesse (1 épisode)
- 2016-2017 : Mercy Street : Matron Brannan (12 épisodes)
- 2018 : The Looming Tower : la propriétaire terrienne (1 épisode)
- 2019 : Hé, Oua-Oua : la mère de Tag (1 épisode)
- 2020 : Atlantic Crossing : Florence Harriman (8 épisodes)
- 2021 : Sex Education : Dr Cutton (3 épisodes)